# Sabor & Arte
Sabor & Arte é um canal de televisão brasileiro de culinária via televisão por assinatura do Grupo Bandeirantes de Comunicação. Foi lançado em 28 de junho de 2021 e é o segundo canal nacional a ter toda a sua programação voltada à gastronomia.

## História
O canal entrou no ar por volta das 12 horas do dia 28 de junho de 2021, com uma cerimônia de lançamento transmitida ao vivo pelas mídias sociais do Grupo Bandeirantes. A primeira operadora a disponibilizar a emissora foi a Claro TV, transmitindo o canal exclusivamente em HDTV. A Vivo TV anunciou a sua disponibilidade para assinantes a partir de 15 de julho.
Sua programação é totalmente voltada a culinária nacional, além de exibir documentários com a gastronomia mundial, contando com as parcerias da escola francesa de culinária Le Cordon Bleu e do Instituto Capim Santo na produção de programas.